# Катастрофа A321 над Синайским полуостровом
Катастрофа A321 над Синайским полуостровом — крупная авиационная катастрофа, произошедшая в субботу 31 октября 2015 года над центральной частью Синайского полуострова. Остаётся одновременно крупнейшей авиакатастрофой в истории Египта и самолётов семейства Airbus A320, крупнейшей авиакатастрофой 2015 года, а также самой массовой гибелью граждан России в авиакатастрофе за всю историю мировой авиации. Авиалайнер Airbus A321-231 российской авиакомпании «Когалымавиа» (торговая марка «Metrojet») был зафрахтован туристическим оператором «Brisco» и выполнял чартерный рейс 7К-9268 по маршруту Шарм-эш-Шейх—Санкт-Петербург, но через 23 минуты после взлёта с экипажем была потеряна радиосвязь, а сам лайнер исчез с радаров.
Поисковые группы египетского правительства обнаружили обломки самолёта около Нахля; погибли все находившиеся на его борту 224 человека — 217 пассажиров и 7 членов экипажа.
По данным ФСБ РФ, в хвостовой части самолёта произошёл взрыв самодельного взрывного устройства (СВУ).
Ответственность за теракт в первые дни после катастрофы взяло на себя Синайское подразделение террористической группировки «Исламское государство» (ИГ).
Впоследствии было установлено, что СВУ находилось в отсеке негабаритного багажа в хвостовой части лайнера, куда оно было незаметно заложено и замаскировано нагромождением детских колясок и багажа сообщником террористов — сотрудником сервисной службы аэропорта Шарм-эш-Шейха.

## Сведения о рейсе 9268

### Самолёт

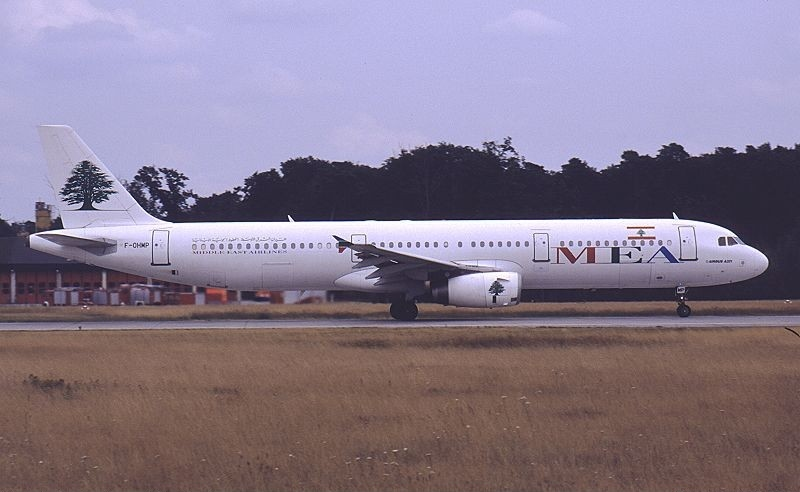
Разбившийся самолёт в 2000 году (в период эксплуатации в MEA)

Airbus A321-231 (регистрационный номер EI-ETJ, серийный — 663) был выпущен весной 1997 года и 9 мая совершил свой первый полёт; на период испытаний носил временный бортовой номер D-AVZK. Далее авиалайнер передали заказчику — американской лизинговой компании «International Lease Finance Corporation (ILFC)», которая к 27 мая сдала его в лизинг ливанской авиакомпании Middle East Airlines (MEA), в которой он получил бортовой номер F-OHMP, а его салон имел пассажировместимость 149 мест: 31 — бизнес-класса и 118 — эконом-класса (C31Y118). Всего данной авиакомпанией лайнер эксплуатировался 6 лет, прежде чем в мае 2003 года вернулся к ILFC. 16 ноября 2001 года (за 14 лет до катастрофы) при посадке в аэропорту Каира пилоты слишком высоко подняли его нос, в результате чего хвостовая часть опустилась настолько низко, что ударилась о землю; впоследствии хвостовая часть была отремонтирована.
2 июня 2003 года уже под бортовым номером TC-OAE лайнер сдали в лизинг турецкой авиакомпании Onur Air. Пассажирский салон при этом подвергся модернизации, в результате которой за счёт уплотнения кресел его пассажировместимость возросла до 220 мест, все — экономкласса (Y220). Сама Onur Air с января по 5 апреля 2007 года и с 30 ноября 2007 по 24 января 2008 года сдавала лайнер в сублизинг саудовской авиакомпании Saudi Arabian Airlines, а с 30 июля по 29 сентября 2010 года — сирийской Cham Wings Airlines. К весне 2012 года борт TC-OAE вернулся к ILFC.
30 марта 2012 года под бортовым номером EI-ETJ самолёт был сдан в лизинг российской авиакомпании «Когалымавиа». 30 апреля того же 2012 года его у ILFC выкупила ирландская лизинговая компания «AerCap», повторно сдавшая этот авиалайнер в лизинг российской авиакомпании «Когалымавиа», которая в свою очередь с 1 мая 2012 года уже работала под торговой маркой «Metrojet».
Лайнер был оснащён двумя двухконтурными турбовентиляторными двигателями International Aero Engines V2533-A5. Согласно данным авиакомпании «Metrojet», борт EI-ETJ обслуживался в соответствии с действующими правилами и своевременно проходил необходимые технические проверки. Последний еженедельный технический осмотр («Weekly-Check») был выполнен 26 октября 2015 года, последнее заводское обслуживание («C-Check») проводилось 18 марта 2014 года на базе технического обслуживания компании «Turkish Technic» и также в соответствии с нормами. Уровень безопасности самой авиакомпании был равен 0,67 (максимально допустимое значение — 2,0). За 18,5 лет эксплуатации в трёх авиакомпаниях (по данным на 30 октября 2015 года) авиалайнер совершил 21 590 циклов «взлёт-посадка» (45 % от ресурса в 48 000 циклов) и налетал 57 413 часов 11 минут (48 % от ресурса в 120 000 часов).

### Экипаж и пассажиры
Самолётом управлял российский экипаж, состоявший из двух пилотов и пяти бортпроводников. Состав экипажа был таким:
- Командир воздушного судна (КВС) — 48-летний Валерий Юрьевич Немов. Налетал свыше 12 000 часов, свыше 3860 из них на Airbus A321 (свыше 1100 из них в качестве КВС)[28].
- Второй пилот — 45-летний Сергей Станиславович Трухачёв. Налетал 5641 час, свыше 1300 из них на Airbus A321[28].

В салоне самолёта работали 5 бортпроводников:
- Валентина Петровна Марцевич, 38 лет[29] — старший бортпроводник.
- Андрей Витальевич Беломестнов, 29 лет[30].
- Ирина Дмитриевна Олару, 22 года[31].
- Станислав Васильевич Свиридов, 29 лет[32].
- Алексей Андреевич Филимонов, 25 лет[33].

| Гражданство | Пассажиры | Экипаж | Всего |
| ----------- | --------- | ------ | ----- |
| Россия      | 212       | 7      | 219   |
| Украина     | 4         | 0      | 4     |
| Беларусь    | 1         | 0      | 1     |
| Всего       | 217       | 7      | 224   |

По данным Росавиации, на борту самолёта находились 192 взрослых пассажира и 27 детей; самому пожилому пассажиру было 77 лет, самому младшему — 10 месяцев.
По данным МЧС России, большинство пассажиров было жителями Северо-Запада России, в основном из Санкт-Петербурга, Ленинградской, Новгородской и Псковской областей; также на борту находились 4 гражданина Украины и 1 гражданин Беларуси.
Среди пассажиров на борту самолёта находились:
- Александр Копылов, 63 года — заместитель главы Пскова и депутат Псковской городской Думы[40].
- Дарина Громова, 10 месяцев — самый маленький пассажир рейса 9268. Впоследствии её фотография, опубликованная многими мировыми изданиями, стала символом катастрофы[41].

## Хронология событий

### Предшествующие обстоятельства

Схема полёта рейса 9268
(по данным Flightradar24)

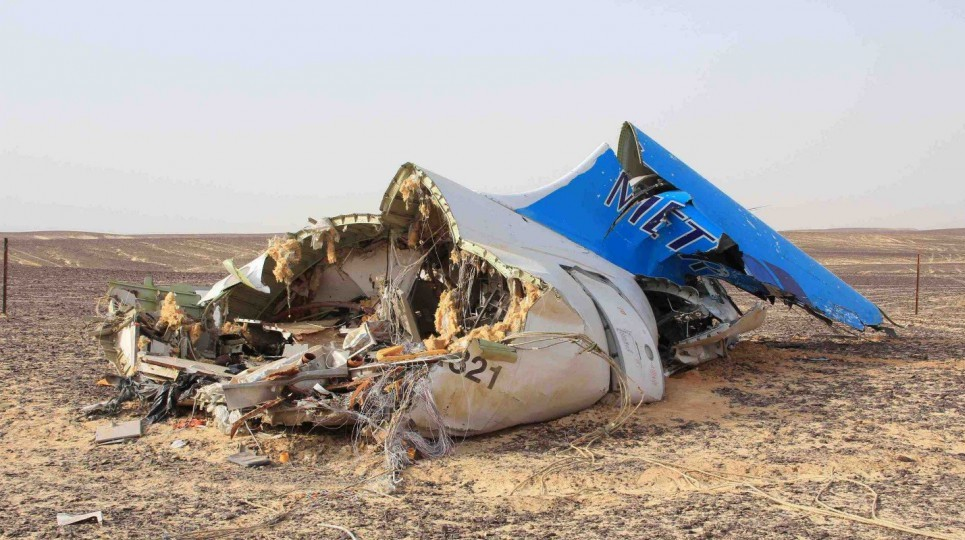
Хвостовая часть рейса 9268

Накануне днём (30 октября 2015 года) Airbus A321-231 борт EI-ETJ выполнил 2 пассажирских межконтинентальных рейса 7K-9266/9265 по маршруту Шарм-эш-Шейх—Самара—Шарм-эш-Шейх. Посадка в Шарм-эш-Шейхе была выполнена в 15:30 UTC, при этом у сдающего экипажа (КВС Дмитрий Жигалкович и второй пилот Юрий Юшко) по данному лайнеру не было никаких замечаний. В аэропорту Шарм-эш-Шейха самолёт прошёл техническое обслуживание, а утром 31 октября был принят новым экипажем (КВС Валерий Немов и второй пилот Сергей Трухачёв), который стал готовиться к выполнению следующих рейсов — 7K-9268/9267 по маршруту Шарм-эш-Шейх—Санкт-Петербург—Шарм-эш-Шейх.
Авиакомпания «Когалымавиа (Metrojet)» входила в международный туристический холдинг «Tourism Holding & Consulting» (TH&C), в составе которого также состоят и различные туристические операторы. Одним из этих туроператоров был «Brisco», который и стал заказчиком чартерного рейса 7K-9268 (KGL-9268) из Шарм-эш-Шейха в Санкт-Петербург по перевозке группы туристов из 217 человек, возвращавшихся после отдыха на египетских курортах.

### Катастрофа
В 03:50:06 UTC (05:50:06 местного времени, 06:50:06 MSK) рейс 7К-9268 вылетел из Шарм-эш-Шейха, после чего, следуя по воздушному коридору R650 (курс 010°) вдоль побережья залива Акаба, начал набор высоты. Радиомаяк Нувейба был пройден в 04:02 UTC на эшелоне FL210 (6400 метров), после чего самолёт повернул влево на курс 340°, чтобы пересечь Синайский полуостров и выйти к Средиземному морю, при этом автопилот был настроен на набор высоты до эшелона FL320 (9750 метров).
По данным сайта Flightradar24, к 04:13:00 рейс 9268 под контролем автопилота на скорости 755 км/ч поднялся до 9411 метров, когда его нормальный полёт прекратился. Самолёт начал быстро терять высоту с вертикальной скоростью около 1800 м/мин (около 30 м/сек), при этом происходило и падение путевой скорости. В 04:13:20 UTC на высоте 9415 метров и при путевой скорости 520 км/ч запись параметрического самописца оборвалась, а за несколько секунд до этого речевой самописец зафиксировал посторонний шум. В 04:13:22 UTC, когда транспондер перестал подавать сигналы, лайнер, по данным Flightradar24, находился в точке с координатами 30°10′59″ с. ш. 34°09′40″ в. д. на высоте 8512 метров, а его путевая скорость составляла 115 км/ч. Примерно в 04:14 UTC (06:14 местного времени, 07:14 MSK) рейс 7К-9268 пластом врезался в землю в центральной части Синайского полуострова и полностью разрушился.
Поисковые отряды обнаружили место катастрофы среди гор в центральной части полуострова между районами Эль-Кантала и Эль-Лаксима в 50 км к северо-востоку от города Нахль (мухафаза Северный Синай). Обломки лайнера оказались разбросаны на протяжении 13 километров на территории в форме эллипса, площадь которого достигала 30 км². Все находившиеся на его борту 224 человека погибли.

## Реакция

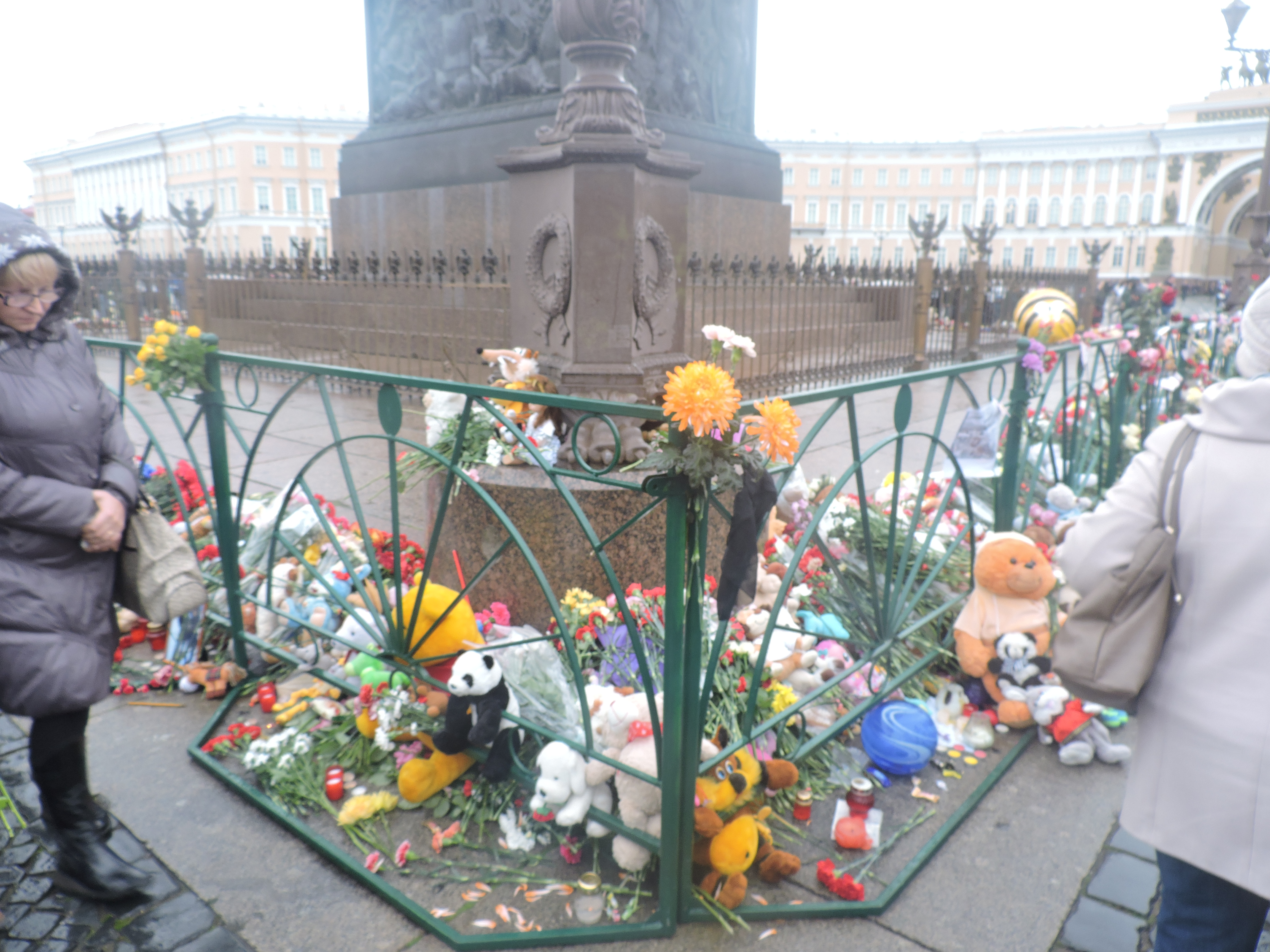
Акция памяти погибших на Дворцовой площади Санкт-Петербурга

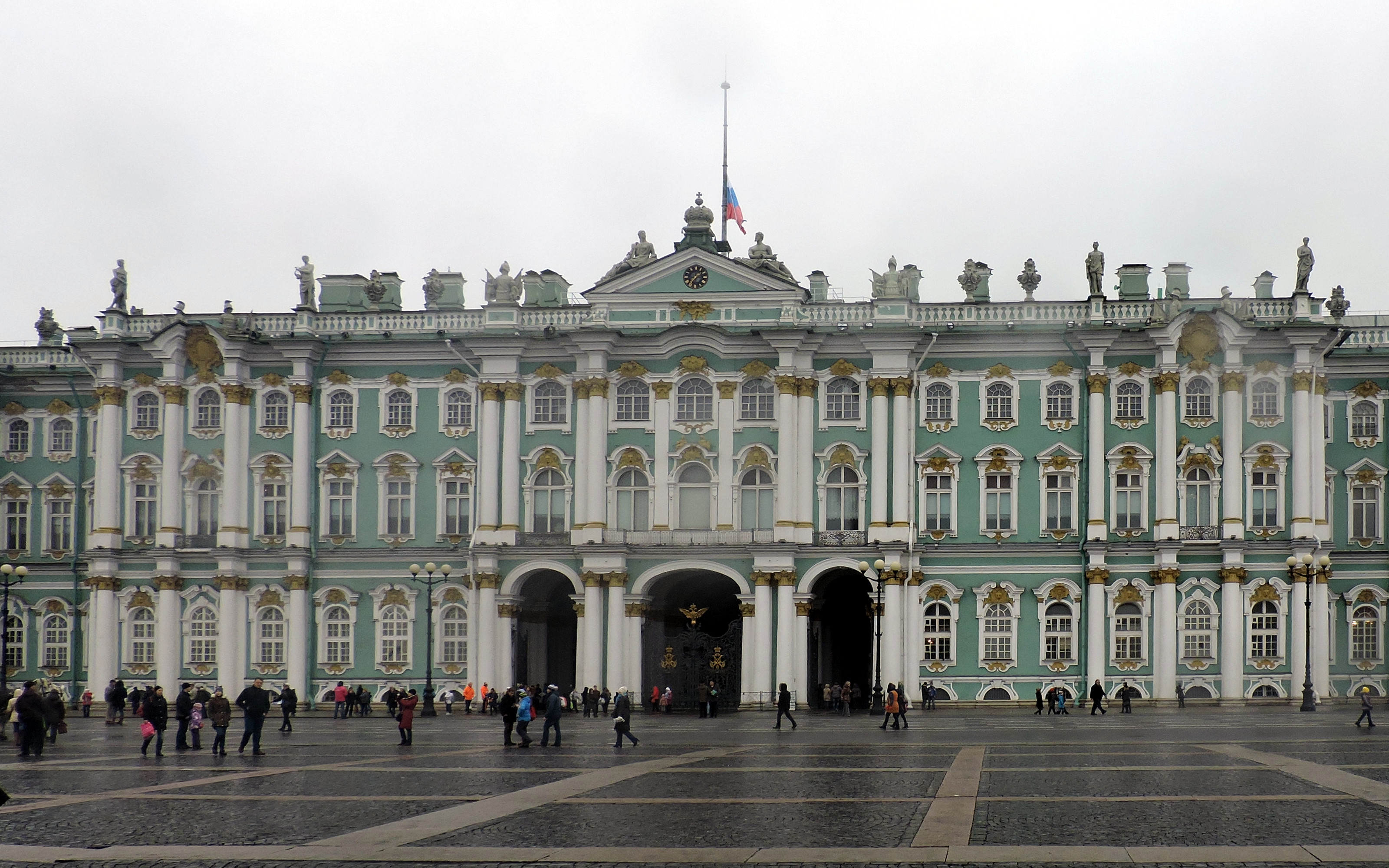
4 ноября 2015 года. Приспущенный флаг России над Зимним дворцом

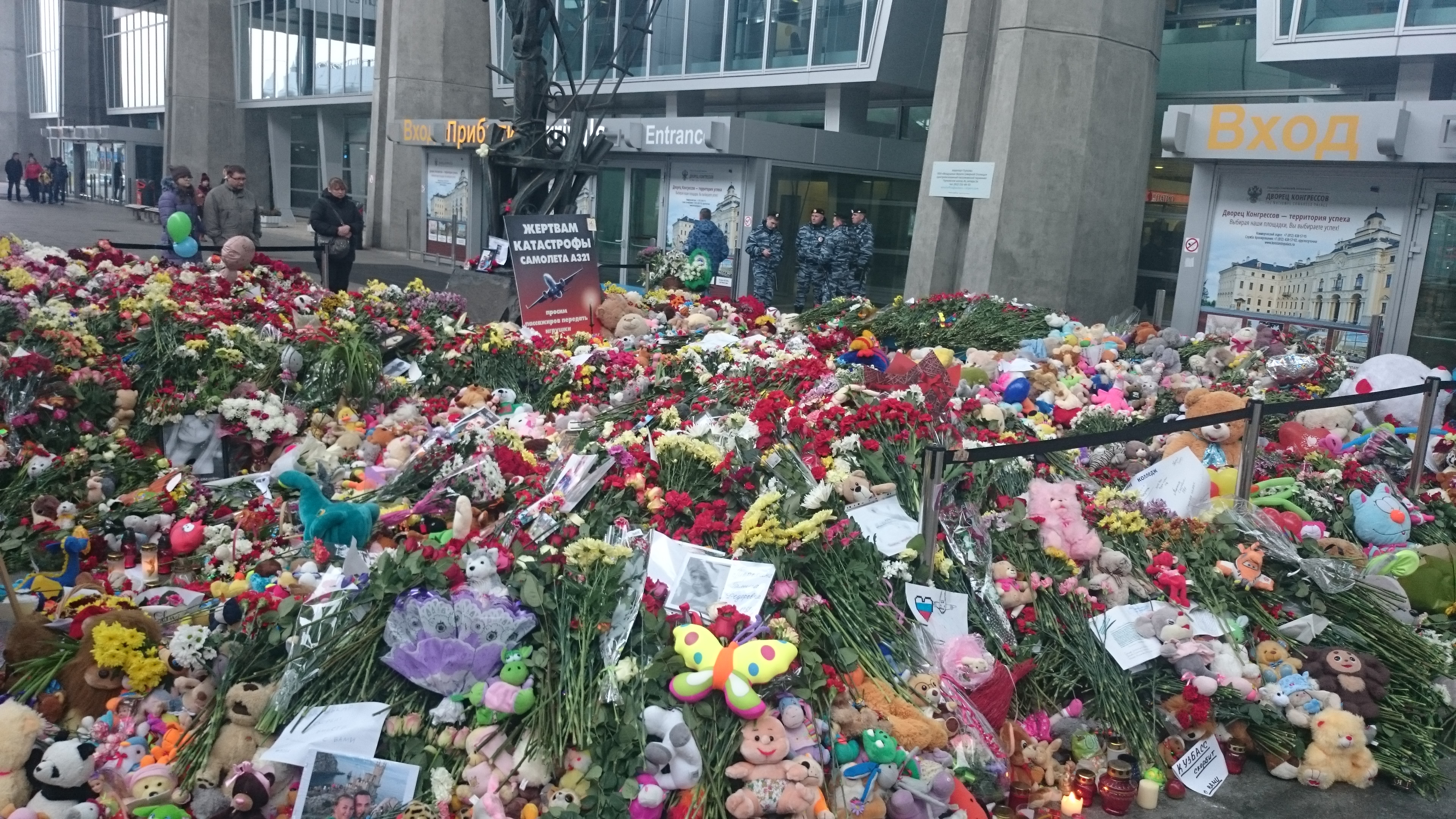
Цветы и детские игрушки у входа в здание аэропорта Пулково

Президент России Владимир Путин выразил соболезнования семьям погибших. Премьер-министру Дмитрию Медведеву было поручено сформировать государственную комиссию в связи с катастрофой самолёта «Когалымавиа» в Египте. Глава государства потребовал найти и уничтожить террористов, причастных к гибели россиян. В марте 2016 года пресс-секретарь президента РФ Дмитрий Песков заявил, что это действующее поручение главнокомандующего России и оно бессрочно.
Свои соболезнования российскому народу и семьям погибших, в частности, передали: главы Азербайджана, Армении, Афганистана, Беларуси, Болгарии, Боливии, Венгрии, Венесуэлы, Вьетнама, Германии, Грузии, Египта, Израиля, Ирана, Исландии, Испании, Казахстана, Кыргызстана, Латвии, Литвы, Молдовы, Монголии, Нидерландов, Никарагуа, ОАЭ, Омана, Польши, Республики Корея, Сейшельских Островов, Сербии, Сингапура, Словакии, Словении, Судана, Таджикистана, Туниса, Турции, Туркменистана, Узбекистана, Украины, Финляндии, Франции, Хорватии, Эстонии, ЮАР; премьер-министры Канады и Норвегии, председатель КНР, короли Швеции и Марокко, госсекретарь США, папа римский Франциск, председатель Госсовета и Совмина Кубы, генеральный секретарь НАТО Йенс Столтенберг, генеральный секретарь ООН Пан Ги Мун и другие.
Свои соболезнования выразили главы основных религиозных организаций России.
Французский сатирический журнал «Charlie Hebdo» опубликовал три карикатуры на тему катастрофы, что вызвало негативную реакцию МИД РФ и Государственной думы; карикатуры расценены как «циничные», «кощунство» и «глумление над памятью погибших». В ответ французский МИД заявил, что «во Франции журналисты свободно выражают своё мнение», при этом «оно не всегда совпадает с официальной позицией французских властей».
20 ноября 2015 года Совет Безопасности ООН в резолюции 2249 (2015) осудил множество террористических нападений, совершённых ИГ, указав среди них и катастрофу A321 над Синайским полуостровом.

### Траур
День 1 ноября 2015 года был объявлен в России днём национального траура. В Санкт-Петербурге траур был объявлен на 3 дня, в Ленинградской области траур был продлён до 4 ноября.

## Расследование
В расследовании причин катастрофы рейса 7К-9268 принимали участие представители:
- Египта (Министерство гражданской авиации Египта, ECAA),
- России (Межгосударственный авиационный комитет, МАК),
- Франции (Бюро по расследованию и анализу безопасности гражданской авиации, BEA)[73],
- Германии (Немецкое федеральное бюро расследований авиационных происшествий, BFU),
- Ирландии (Отдел по расследованию авиационных происшествий, AAIU),
- США (Национальный совет по безопасности на транспорте, NTSB),
- консультанты компании «Airbus» и IASA.

Расследованием в соответствии с Приложением 13 ИКАО руководили авиационные власти Египта, председатель комиссии — Айман Аль-Мукаддам (англ. Ayman Al-Muqaddam).
1 ноября в Каире была начата расшифровка бортовых самописцев, которые лишь незначительно пострадали. По состоянию на 7 ноября данные с регистраторов были скопированы, их расшифровка продолжается.
Следственный комитет РФ возбудил уголовные дела по статьям 263 и 238 УК РФ («Нарушение правил безопасности движения и эксплуатации железнодорожного, воздушного, морского и внутреннего водного транспорта и метрополитена»).
Обломки самолёта обнаруживались на участке местности протяжённостью более 13 километров (площадью более 20 км²), что является свидетельством разрушения самолёта в воздухе. Исполнительный директор Межгосударственного авиационного комитета (МАК) Виктор Сороченко подтвердил, что лайнер разрушился в воздухе.
3 ноября министр гражданской авиации Египта Хусам Камаль заявил, что любые предположения по-прежнему являются преждевременными и не основанными на конкретных доказательствах и данных официального расследования.
7 ноября глава международной комиссии по расследованию Айман Аль-Мукаддам на пресс-конференции обнародовал подробности расшифровки бортовых самописцев, сообщив, что на последних секундах записи речевого самописца слышен шум, природа которого будет установлена после спектрального анализа в специальной лаборатории. Последняя запись параметрического самописца фиксирует высоту 9415 метров и скорость 520 км/ч; при этом самолёт следовал под контролем автопилота, настроенного на набор высоты. На тот момент рассматривалось несколько возможных версий катастрофы, среди которых были названы также возможный износ оборудования, взрыв топливного бака и взрыв литиевой батареи.

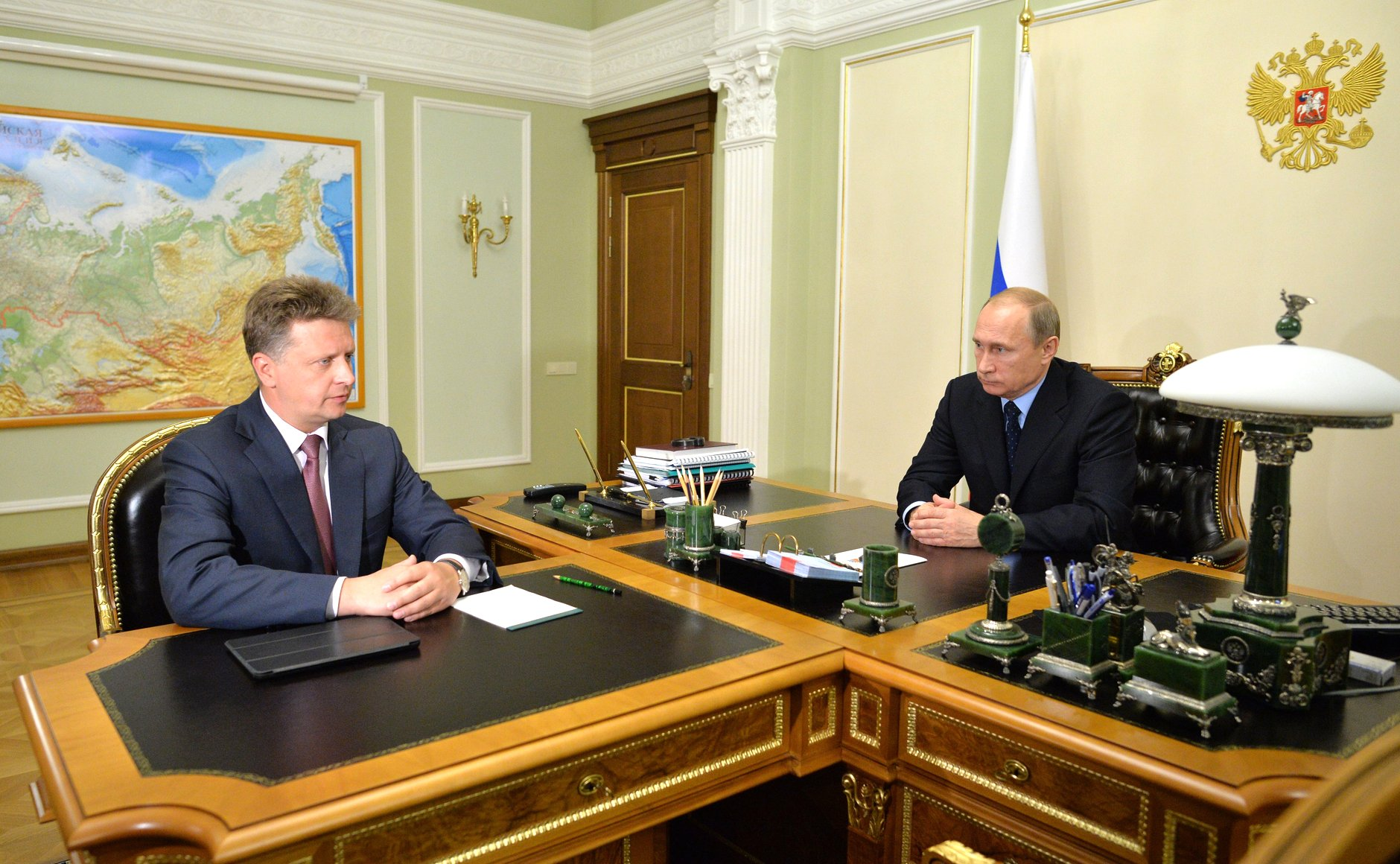
2 ноября 2015 года. Министр транспорта РФ Максим Соколов докладывает президенту России Владимиру Путину о ходе работ на месте катастрофы рейса 9268

16 ноября глава ФСБ РФ Александр Бортников сообщил, что катастрофа произошла в результате теракта — сработало самодельное взрывное устройство мощностью до 1 килограмма в тротиловом эквиваленте. Это стало понятно после того, как на обломках самолёта и вещах пассажиров были обнаружены следы взрывчатого вещества, изготовленного не в России. На следующий день премьер-министр Египта заявил, что власти страны учтут выводы расследования ФСБ.
17 ноября ФСБ РФ обратилось к российской и международной общественности за содействием в установлении террористов. За сведения, способствующие задержанию преступников, обещано вознаграждение в размере 50 000 000 $.
По сообщению «Reuters», египетские власти задержали двоих сотрудников аэропорта Шарм-эш-Шейха; всего было задержано 17 человек, из них двое подозреваются в содействии тем, кто заложил на борт бомбу, а также разыскиваются ещё двое сотрудников аэропорта, оставившие на время без присмотра сканер багажа. Египетские министры внутренних дел и гражданской авиации отрицают задержание сотрудников аэропорта.
Экспертиза обломков лайнера и останков пассажиров показала, что взрыв, вероятно, произошёл в пределах 30—31 ряда сидений самолёта (в хвостовой части), предположительно место 31А. Взрывная волна затронула 27—32 ряды. Мощность взрывного устройства составила до 1 килограмма тротилового эквивалента.
14 декабря 2015 года египетская специальная комиссия, созданная властями страны для расследования катастрофы российского авиалайнера над Синайским полуостровом, заявила о завершении подготовки предварительного отчёта расследования и о его рассылке всем участникам расследования. Также комиссия сообщила, что не нашла доказательств, подтверждающих получение посторонними доступа к самолёту. «Комитет по техническому расследованию на данный момент не нашёл ничего, что указывало бы на незаконное вмешательство или террористические действия», — было сказано в заявлении министерства.
В феврале 2016 года президент Египта Абдул-Фаттах Ас-Сиси впервые заявил, что самолёт A321 рейса 9268 потерпел катастрофу вследствие теракта.

### Причина катастрофы
3 ноября 2015 года «NBC» сообщила со ссылкой на неназванных сотрудников оборонных структур США, что разведывательный спутник, проводивший наблюдение в инфракрасном диапазоне, зафиксировал тепловую вспышку в то же время и в том же месте, где находился перед катастрофой рейс 7K-9268. При этом никаких свидетельств попадания в самолёт ракеты спутник не зафиксировал; при подлёте ракеты за ней оставался бы тепловой след, что, по словам экспертов компании, полностью исключает вероятность, что самолёт был сбит ракетой, а то, что вспышка была зафиксирована в воздухе, исключает вероятность падения самолёта при попытке аварийной посадки.
Вскоре после катастрофы одна из группировок, подконтрольных ИГ, взяла на себя ответственность за катастрофу российского лайнера в Египте. Однако власти Египта в качестве предварительной причины катастрофы рейса 9268 назвали технические неисправности. Ряд СМИ со ссылкой на источники в службах безопасности Египта также ранее отмечал, что следов террористического акта при падении самолёта нет. Глава Минтранса РФ Максим Соколов назвал заявления террористов недостоверными. Тем не менее, аналитики не исключали возможность взрыва бомбы на борту авиалайнера.
Пресс-секретарь вооружённых сил Египта Мохамед Самир высказался против версии о взрыве и отметил, что расследование продолжается. Министр транспорта России Максим Соколов также отверг эту группу гипотез, назвав их «надуманными» в силу отсутствия свидетельств со стороны египетских чиновников в сфере гражданской авиации и диспетчерских служб. Президент Египта Абдул-Фаттах Ас-Сиси в интервью «BBC» назвал версию о взрыве пропагандой.
3 ноября эксперты частной американской разведывательно-аналитической компании «Stratfor» назвали вероятной причиной крушения взрыв на борту авиалайнера. Тогда же интернет-газета «Фонтанка.ru» сообщила, что неназванные эксперты, работавшие на опознании тел погибших, разделили травмы погибших на два типа: первый — ожоги и травмы (полученные при падении) у тех, кто находился в носовой части самолёта. Второй тип имеет признаки взрывной травмы с наличием в телах металлических осколков. Однако источник ТАСС из Центра судебно-медицинской экспертизы опровергал наличие «следов минно-взрывного действия».
4 ноября неназванные источники в следственной комиссии сообщили египетским СМИ, что причиной падения российского лайнера стал взрыв одного из двигателей.
5 ноября американские и британские спецслужбы поддержали версию взрыва бомбы на борту. Как сообщил агентству «Associated Press» неназванный официальный представитель США, версия о взрыве появилась на основании перехвата переговоров о том, что сторонники ИГ на Синае якобы заложили в самолёт взрывное устройство. В поддержку версии о взрыве рейса боевиками ИГ, со ссылкой на данные разведки, выступил министр иностранных дел Великобритании Филип Хэммонд.
6 ноября британские спецслужбы выдвинули версию о том, что некто, имевший доступ к загрузке багажа в самолёт, заложил в багажное отделение взрывное устройство непосредственно перед вылетом самолёта из аэропорта Шарм-эш-Шейха.
7 ноября неназванные французские специалисты по авиационной безопасности сообщили «BBC», что, по их данным, катастрофа рейса 7K-9268 не может быть результатом технических неполадок. По сообщению других французских официальных лиц, бортовой самописец разбившегося самолёта зарегистрировал «внезапный и сильный» взрыв. По сообщению британских официальных лиц, перехват переговоров боевиков указывает на закладку бомбы в самолёт непосредственно перед взлётом (ранее ответственность за взрыв взяли на себя представители ИГ). Неназванные представители спецслужб США сообщили о перехвате переговоров между руководством ИГ в Сирии и боевиками на Синайском полуострове о том, как ими был сбит самолёт. Как сообщил компании «NBC» представитель спецслужб, «они явно торжествовали».
8 ноября участник египетской комиссии, попросивший не называть его имя, сообщил журналисту «Reuters», что, по мнению комиссии, шум, обнаруженный в конце записи речевого самописца, вероятнее всего, был вызван взрывом бомбы. Он сообщил, что комиссия уверена в этой версии «на 90 процентов».
13 ноября американский телеканал «Fox News Channel» со ссылкой на неназванные источники, близкие к расследованию, сообщил о возможном нахождении на борту самолёта взрывного устройства с таймером. По неустановленным данным, на которые ссылался телеканал, таймер должен был сработать через 2 часа после взлёта. Остаётся неясным, получена ли эта информация из перехваченных переговоров или же найдены вещественные доказательства.
16 ноября версию взрыва на борту самодельного взрывного устройства мощностью до 1 килограмма в тротиловом эквиваленте на совещании у президента России Владимира Путина подтвердил глава ФСБ Александр Бортников.
14 декабря 2015 года комиссия по расследованию причин катастрофы завершила составление предварительного отчёта. По словам председателя комиссии, не было получено никаких данных, указывающих на теракт, и комиссия продолжает работу по поиску технических причин катастрофы.
13 сентября 2016 года эксперты в Египте окончательно установили точку в самолёте, где было заложено СВУ: оно находилось в отсеке негабаритного багажа в хвостовой части лайнера. Для незаметной закладки бомбы террористы ИГ использовали сотрудника сервисной службы аэропорта Шарм-Эш-Шейха. Сначала на борт был занесён пакет с бомбой и затем его замаскировали, обложив детскими колясками и багажом пассажиров. По этой причине пакет с СВУ никем не был обнаружен.
Абу Усама аль-Масри, лидер ячейки террористической организации «Исламское государство» на Синайском полуострове, известной как «Вилаят Синай», который подозревался в организации этого теракта, погиб в июне 2018 года в результате авиаудара.

## Последствия катастрофы
Многие авиакомпании, в том числе Emirates, Air France-KLM, Lufthansa, Flydubai и сама «Metrojet», приостановили полёты по трассе над Синайским полуостровом до выяснения причин катастрофы рейса 7K-9268.
4 ноября авиационные власти Великобритании и Ирландии запретили своим авиакомпаниям полёты над Синайским полуостровом и в Шарм-эш-Шейх. Как говорится в заявлении британского правительства, это связано с появлением новой информации о том, что крушение A321 могло быть вызвано взрывным устройством на борту. Правительство США сообщило, что у американских авиакомпаний нет регулярных рейсов в Шарм-эш-Шейх.
5 ноября об отмене полётов в Шарм-эш-Шейх объявили авиакомпании Германии. Франция, Нидерланды и Бельгия предупредили своих граждан о нежелательности полётов в Шарм-эш-Шейх; об отмене ночных рейсов в Шарм-эш-Шейх сообщила авиакомпания Turkish Airlines.
6 ноября президент России Владимир Путин, по предложению Национального антитеррористического комитета, принял решение приостановить авиационное сообщение с Египтом «до налаживания должного уровня безопасности авиационного сообщения». Вечером распоряжение Министерства транспорта РФ о временном прекращении полётов с 20:00 того же дня вступило в силу. Был организован вывоз российских туристов из Египта по факту окончания туристских путёвок, при этом на борт самолётов разрешалось брать только ручную кладь, а багаж планировалось доставить отдельно спецрейсами авиации МЧС. 8 ноября был издан указ президента РФ «Об отдельных мерах по обеспечению национальной безопасности Российской Федерации и защите граждан Российской Федерации от преступных и иных противоправных действий» по вопросам авиасообщения с Египтом.
Западные СМИ считают, что если официальное расследование призна́ёт катастрофу A321 терактом, то в ответ Кремль начнёт активнее бомбить ИГ в Сирии.
Вечером 16 ноября Владимир Путин на совещании по итогам расследования причин авиакатастрофы заявил, что Россия найдёт и покарает преступников, совершивших убийство россиян на Синае, а также приказал усилить удары российской военной авиации по объектам ИГ в Сирии. После этого авиационная группа ВВС России в Сирии была усилена, а к бомбардировкам были подключены самолёты дальней авиации.
Пресс-секретарь президента Российской Федерации Дмитрий Песков сообщил, что Владимир Путин приказал российским спецслужбам уничтожить всех людей, причастных к организации теракта.
18 ноября журнал «Дабик», более года позиционирующий себя как информационная сводка ИГ, опубликовал статью, якобы описывающую создание самодельного взрывного устройства, которое было заложено на борт рейса 7K-9268. Оно состоит из жестяной банки «Schweppes», крепёжки и детонатора. Подробности установки и приведения в действие самодельного взрывного устройства журналом не приводились.
Министр обороны России Сергей Шойгу в Каире в ходе переговоров с президентом Египта Абдул-Фаттахом Ас-Сиси заявил, что в теракте с самолётом виновна террористическая группировка «Вилаят Синай», являющаяся филиалом ИГ на Синайском полуострове.

## Память
- 28 октября 2017 года на Серафимовском кладбище в Санкт-Петербурге был открыт памятник жертвам катастрофы.
- 31 октября 2017 года, во вторую годовщину катастрофы, на Румболовской горе во Всеволожске (Ленинградская область) был открыт «Сад памяти» — мемориал жертвам авиакатастрофы над Синайским полуостровом[147][148].
- По инициативе администрации Санкт-Петербурга был зарезервирован участок для захоронений жертв катастрофы на Кузьминском кладбище в Пушкине. Среди похороненных на этом участке — семья Громовых[149].

## Культурные аспекты
- Катастрофа рейса 9268 Metrojet показана в 17 сезоне канадского документального телесериала Расследования авиакатастроф в серии Ужас над Египтом.
- Под потрясением от катастрофы композитор Игорь Матвиенко создал музыку песни «Жить». В 2016 году (к первой годовщине катастрофы) песня была окончена, её исполнили 27 артистов эстрады.
- Фотография «Главный пассажир» стала одним из символов катастрофы рейса 9268.